# Sierentz
Sierentz település Franciaországban, Haut-Rhin megyében. Lakosainak száma 4296 fő (2022. január 1.). Sierentz Kembs, Geispitzen, Uffheim, Bartenheim és Waltenheim községekkel határos.

## Népesség
A település népessége az elmúlt években az alábbi módon változott:
| Lakosok száma | 3364 | 3578 | 3758 | 3696 | 3750 | 3842 | 3994 | 4145 | 4296 |
|               | 2013 | 2015 | 2016 | 2017 | 2018 | 2019 | 2020 | 2021 | 2022 |